# فاراهالانا
فاراهالانا (به لاتین: Farahalana) یک منطقهٔ مسکونی در ماداگاسکار است که در سامباوا واقع شده‌است. فاراهالانا ۲۳٬۰۰۰ نفر جمعیت دارد.